# Percy von Bernstorff

Percy von Bernstorff

Albrecht Karl Leo Adolf Robert Percy Graf von Bernstorff (* 17. Juni 1858 in London; † 18. Dezember 1930 in Preetz) war ein deutscher Verwaltungsjurist. Von 1905 bis 1919 war er Regierungspräsident des Regierungsbezirks Kassel in der Provinz Hessen-Nassau.

## Biografie
Bernstorff war der Sohn des preußischen Gesandten Albrecht von Bernstorff und älterer Bruder von Johann Heinrich Graf von Bernstorff. Er studierte von 1876 bis 1879 Rechtswissenschaften an der Friedrich-Wilhelms-Universität Berlin und der Rheinischen Friedrich-Wilhelms-Universität Bonn. Er trat in die innere Verwaltung des Königreichs Preußen und wurde 1885 Regierungsassessor in Königsberg i. Pr.
1888 wurde er zum Landrat des Kreises Ostprignitz ernannt und 1893 in das Preußische Abgeordnetenhaus gewählt. Von 1901 bis 1905 war er Polizeidirektor (Polizeipräsident) in Potsdam. Von dort ging er 1905 als Regierungspräsident nach Kassel. In diesem Amt verblieb er lange. 1919 legte er sein Amt nieder. 
Bernstorff bereiste Frankreich, die Türkei und Indien. Als ehemaliger Rittmeister ging er dem Pferdesport nach.